# Посольства Хусаинова
Посольства Хусаинова — делегации от имени Российского государства для ведения переговоров с руководителями восстания под предводительством Сырыма Датова (1783—1797). Их возглавлял М. Хусаинов, ахун (позднее — муфтий) при Оренбургской пограничной экспедиции. Первая делегация была отправлена в 1785 по распоряжению генерал-губернатора Уфы и Сибири барона О. А. Игельстрома. Миссия посольства — распространение среди народа «Открытого письма», призыв сохранять спокойствие и т. д. В 1790 году посольство по требованию Сырыма Датова приехало вновь. На переговорах Датов потребовал прекратить расправы и освободить осужденных пограничным судом, предоставить право пользоваться свободными землями по обе стороны границы. Предложения С. Датова не нашли поддержки у посольства.